# Materials for the Arts
Materials for the Arts (zu deutsch: Materialien für die Kunst) ist ein Programm des Kulturamtes von New York (New York City Department of Cultural Affairs), das kostenlos Material und gebrauchte Gegenstände an Künstler, gemeinnützige Gruppen und öffentliche Schulen gibt. Direktorin ist Harriet Taub.
Gegründet im Jahr 1979 von der Künstlerin Angela Fremont, schrieb die New York Times, es sei „wie ein Kmart für Pee-Wee’s irre Abenteuer“. Untergebracht auf 25.000-Quadratfuß in Long Island City, lagert es Gegenstände wie Toastöfen, Teppiche, Theatervorhänge, Garne, Farben und Zahnbürsten. In Anbetracht eines der größten Wiederverwendungszentren des Landes zu werden verteilt das Programm jährlich Material im Wert von über sechs Mio. USD, gesammelt aus Spenden von Modehäusern Fernsehproduktionsgesellschaften und Unternehmen mit großen Namen wie Estée Lauder. Nach Angaben auf der eigenen Website, entfernt das Programm jährlich hunderte Tonnen aus dem Abfallstrom und hält diese nachhaltig für die Umwelt und zur Förderung von Wiederverwendung fern von Deponien und hilft damit den Abfall zu reduzieren.